# Slavonic Channel International
Slavonic Channel International (in ucraino Міжнародний Слов'янський Канал?, Mižnarodnyj Slov"jans'kyj Kanal; in russo Международный Славянский Канал?, Meždunarodnyj Slavjanskij Kanal; sigla SCI) è un canale televisivo trasmesso dall'Ucraina internazionalmente attraverso il satellite, riguardante la cultura, la storia e i successi slavi. Trasmette in ucraino, ma anche in inglese e in russo, con progetti di espansione ad altre lingue.

## Storia
L'emittente fu fondata il 14 dicembre 1994. SCI ha sede a Kiev, in Ucraina, con a capo il suo presidente originario  Volodymyr O. Ivanenko e Valeria Volodymyrivna Ivanenko.